# Harold Hamm
Harold Glenn Hamm, född 11 december 1945 i Lexington, Oklahoma, är en amerikansk affärsman, entreprenör, investerare och vd för oljebolaget Continental Resources som han grundade 1965.
I Forbes lista över världens rikaste personer 2016 placerade sig Hamm på 262:e plats i världen och 98:e plats i USA. Hamm konstaterades även vara den rikaste personen i delstaten Oklahoma. 2012 var Hamm med på TIME Magazines lista "100 Most Influential People in the World".
The Harold Hamm Diabetes Center vid University of Oklahoma är döpt efter Hamm, som har typ 2-diabetes. The Harold and Sue Ann Hamm Foundation skänkte 10 miljoner amerikanska dollar för att forskningscentret skulle kunna öppna. Hamm har även gjort välgörenhets åtaganden i The Giving Pledge och lovat att skänka minst halva sin förmögenhet.
Hamm var den republikanska presidentkandidaten Mitt Romneys rådgivare i energifrågor under presidentvalet i USA 2012. Hamm diskuteras som en potentiell kandidat till att bli energiminister i USA:s nästa president Donald Trumps kommande kabinett. Hamm är en stor förespråkare för utökad oljeborrning och fracking i USA.